# 柴爾德沃爾德 (紐約州)
柴爾德沃爾德（英語：Childwold）是位於美國紐約州聖羅倫斯縣的非建制地區。

## 歷史
柴爾德沃爾德的郵局於1884年設立，其後於2008年停運。

## 地理
柴爾德沃爾德所處的海拔為高於海平面496米（即1627英呎），而該地所採用的時區為UTC-5，即北美东部时区（EST）。同時該地設有夏令時間，為UTC-5調快一小時，即UTC-4（EDT）。